# Sergej Ryžikov (kosmonaut)
Sergej Nikolajevič Ryžikov (rusky Сергей Николаевич Рыжиков; * 19. srpna 1974, Bugulma, RSFSR, Sovětský svaz) je ruský kosmonaut, člen oddílu kosmonautů Střediska přípravy kosmonautů Roskosmosu, 548. člověk ve vesmíru. V letech 2016/2017 a 2020/2021 strávil celkem rok na Mezinárodní vesmírné stanici, kde se zúčastnil k jednoho výstupu do volného prostoru. V současnosti, od dubna 2025, pobývá na ISS znovu, a to při svém třetím kosmickém letu.

## Mládí, vzdělání a vojenská kariéra
Narodil se ve městě Bugulma v nynějším Tatarstánu (tehdejší Tatarská autonomní socialistická republika). Po střední škole rok (1991–1992) studoval na Orenburské vojenské vysoké letecké škole (Оренбургское высшее военное авиационное училище летчиков), po jejím zrušení pokračoval na Kačinské vojenské vysoké letecké škole (Качинское высшее военное авиационное училище летчиков), kterou absolvoval roku 1996. Poté krátce sloužil v útvarech 37. letecké armády v Saratovské a Tverské oblasti a od roku 1997 v Domně v Čitinské oblasti v útvarech 23. a 14. letecké armády, naposled jako velitel roje v hodnosti majora. Během své vojenské služby nalétal přes 700 hodin na letadlech L-39 a MiG-29, získal kvalifikace důstojník-potápěč a instruktor parašutistické přípravy (s více než 350 seskoky).

## Kosmonaut
Přihlásil se k výběru kosmonautů a 11. října 2006 získal doporučení Státní meziresortní komise k zařazení do oddílu kosmonautů CPK. Absolvoval dvouletou všeobecnou kosmickou přípravu a 9. června 2009 získal kvalifikaci „zkušební kosmonaut“. Poté se připravoval na dlouhodobý pobyt na Mezinárodní vesmírné stanici. Jeho první nominací se stalo místo palubního inženýra Expedice 49/50 a velitele lodi Sojuz MS-02. V jeho posádce byli ještě Andrej Borisenko a Robert Kimbrough. Posádky byla současně záložní pro Expedici 47/48 v Sojuzu TMA-20M.

### 1. kosmický let – Sojuz MS-02/ISS
Do vesmíru měli vzlétnout v září 2016, ale kvůli problémům se Sojuzem MS-02 odstartovali až 11. října 2016. S Mezinárodní vesmírnou stanicí (ISS) se loď spojila 21. října 2016 v 09:58 UTC. Poté se trojice kosmonautů zapojila do práce Expedice 49, resp. od konce října 2016 Expedice 50. Dne 10. dubna 2017, 07:57 UTC se Ryžikov, Borisenko a Kimbrough s lodí odpojili od stanice a týž den v 11:21 UTC přistáli v kazašské stepi. Ve vesmíru strávil 173 dní, 3 hodiny a 15 minut.

### 2. kosmický let – Sojuz MS-17/ISS
Na ISS zamířil i při svém druhém letu a stal se členem Expedice 63/64. Jako velitel lodi Sojuz MS-17 odstartoval 14. října 2020 s ruským kosmonautem Sergejem Kuď-Sverčkovem a americkou astronautkou Kathleen Rubinsovou. Na Zemi se pak společně vrátili 17. dubna 2021 po necelých 185 dnech letu, z nichž naprostou většinu Ryžikov strávil jako velitel ISS. 

### 3. kosmický let – Sojuz MS-26/ISS
Také třetí let ho dovedl na ISS a i tentokrát s rusko-americkou posádkou. Palubní inženýři Alexej Zubrickij a Jonathan Kim ho tam doprovodili v kosmické lodi Sojuz MS-27 ráno 8. dubna 2025, aby se společně stali členy Expedice 73. A aby také jako první z posádek Sojuzů na stanici místo 6 strávili hned 8 měsíců, což je nový přístup, který Roskosmos začal vůči zajištění trvalé přítomnosti na stanici uplatňovat.
Protože NASA se v prodloužení směny svých členů expedice nedržela ruského příkladu a svou posádku po Expedici 73 nahradila po pěti měsících novými lidmi, odletěl počátkem srpna na Zemi také japonský astronaut Takuja Óniši, který první 4 měsíce Expedici 73 velel. Symbolický klíč od stanice a tím i velení od něj 5. srpna 2025 převzal právě Ryžikov, už podruhé v kariéře.

## Osobní život
Je rozvedený, má syna Ivana.

## Vyznamenání
- Hrdina Ruské federace (13. listopadu 2018),[1]
- Letec-kosmonaut Ruské federace (5. listopadu 2018).[1]